# Łozowa
Łozowa (ukr. Лозова) – miasto na Ukrainie w obwodzie charkowskim, siedziba władz rejonu łozowskiego.
Węzeł kolejowy. Ośrodek przemysłu spożywczego.

## Historia
Pierwsza wzmianka o miejscowości pochodzi z 1869 r., miasto od 1938 r.
W 1929 roku zaczęto wydawać gazetę.
W 1989 r. liczyło 72 991 mieszkańców.
Obok miasta znajduje się wielki arsenał armii ukraińskiej, w którym 27 sierpnia 2008 wybuchł pożar.
W 2013 r. miasto liczyło 58 307 mieszkańców, a pięć lat później 55 827 mieszkańców.